# ثنائية (تشريح)
الثُنائية (بالإنجليزية: Diad)‏ هي بنيةٌ في الخلية العضلية القلبية، حيثُ تقع على خط Z في الساركومير. تتكون الثنائية من نبيب مستعرض واحد وزوجٌ من الصهاريج النهائية للشبكة الإندوبلازمية العضلية. تلعب الثنائية دورًا هامًا في تقارن الاستثارة والتقلص عبر ربط مدخل جهد الفعل بالقرب من مصدر أيونات الكالسيوم (Ca2+)، بهذا يُمكن أن تقترن موجة إزالة الاستقطاب بانقباض العضلة القلبية الوسيطة بالكالسيوم عبر آلية انزلاق الخيوط.